# Вільчково (Вармінсько-Мазурське воєводство)
Вільчково (пол. Wilczkowo, нім. Wolfsdorf) — село в Польщі, у гміні Любоміно Лідзбарського повіту Вармінсько-Мазурського воєводства.
Населення — 368 осіб (2011).
У 1975-1998 роках село належало до Ольштинського воєводства.

## Демографія
Демографічна структура станом на 31 березня 2011 року:
|          | Загалом | Допрацездатний вік | Працездатний вік | Постпрацездатний вік |
| -------- | ------- | ------------------ | ---------------- | -------------------- |
| Чоловіки | 197     | 43                 | 135              | 19                   |
| Жінки    | 171     | 32                 | 97               | 42                   |
| Разом    | 368     | 75                 | 232              | 61                   |